# 聖克拉拉 (新墨西哥州)
聖克拉拉（英語：Santa Clara）是位於美國新墨西哥州格蘭特縣的村。

## 人口
根據2020年美國人口普查的數據，聖克拉拉的面積為5.19平方千米，當中陸地面積為5.15平方千米，而水域面積為0.04平方千米。當地共有人口1637人，而人口密度為每平方千米315人。